# Dreipass (Heraldik)
Im Dreipass werden in der Heraldik drei gleiche gemeine Figuren angeordnet, um einen ästhetisch ausgewogenen Wappenschild oder Feld zu erhalten. Um einen Mittelpunkt erfolgt die Anordnung, und Figuren, die sich zur Mitte ausrichten lassen, bilden eine Triskele. Beispiel ist das Wappen von Sizilien oder das der Insel Man. Die Verwendung von vier oder mehreren gleichen Figuren werden als im Vierpass, Fünfpass (und mehr) angeordnet blasoniert. 
Die andere Möglichkeit ist, Figuren so in den Schild zu stellen, dass sie an den Ecken eines gleichseitigen Dreiecks platziert sind. Das Dreieck verbindet bildlich genommen die Mittelpunkte der Kreise eines Dreipasses. Dem Schildraum folgend, sind zum Schildhaupt zwei Elemente und zum Schildfuß ein Element gestellt. Blasoniert wird diese Stellung mit zwei über eins oder geschrieben „2:1“. 
Die verkehrte Stellung 1:2 ist seltener. Ersteres anzugeben ist unüblich, da es die Regel ist, die Ausnahme wird gemeldet.  
Beispiele:

Dreipass durch drei Blätter (Fyns Amt, DK)
Um einen Mittelpunkt angeordnete Triskel (Füssen, DE)
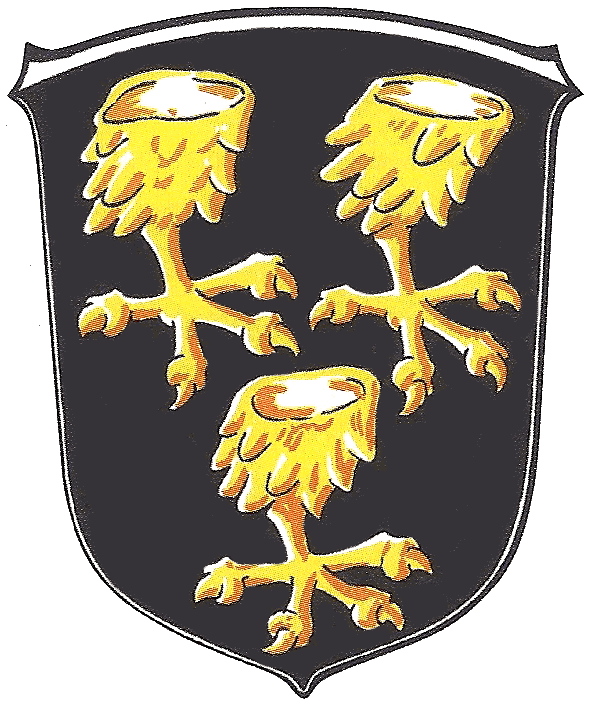
Vogelfüße im Dreipass (Upgant-Schott, DE)
Muscheln im Dreipass (zwei über eins) gestellt (Cairon, FR)

Das schwedische Drei-Kronen-Wappen ist ein Beispiel für die Figurenstellung 2:1 von Kronen.